# Paraxanthin
Paraxanthin ist eine chemische Verbindung aus der Gruppe der Xanthine. Als Dimethylderivat von Xanthin ist es konstitutionsisomer zu Theobromin und Theophyllin und strukturell mit dem Trimethylderivat Coffein verwandt.

## Vorkommen

7-Methylxanthin

Paraxanthin kommt in Pflanzen nur in Spuren vor. Denn in pflanzlichen Zellen wird das durch die Methylierung von 7-Methylxanthin durch S-Adenosylmethionin entstehende Paraxanthin nahezu prompt weiter zu 1,3,7-Trimethylxanthin methyliert, dem Coffein.

## Biologische Bedeutung und Metabolisierung
Paraxanthin ist ein Adenosinrezeptor-Ligand und ein Hauptmetabolit des Coffeins in Tieren. Bei Menschen werden etwa 80 % des aufgenommenen Coffeins durch das Enzym Cytochrom P450 1A2 zu Paraxanthin demethyliert, wodurch es auch im menschlichen Urin nachgewiesen werden kann. Hauptmetabolit von direkt aufgenommenem Paraxanthin ist beim Menschen und Mäusen das 1-Methylxanthin; die Demethylierung geschieht dabei im glatten ER der Leber durch das Enzym Cytochrom 2A6 (CYP2A6). CYP1A2-Cytochrome können Paraxanthin auch zu 7-Methylxanthin umsetzen. Etwa 60 % wird unverändert über den Urin wieder ausgeschieden.